# 헬렌 오비리
헬렌 오산도 오비리(영어: Hellen Onsando Obiri, 1989년 12월 13일~)는 케냐의 육상 선수로 주 종목은 장거리이다. 2016년과 2020년 하계 올림픽에서 여자 5000m 종목 은메달을 획득했으며 2024년 하계 올림픽에서 여자 마라톤 동메달을 획득했다. 또한 세계 선수권 대회에서 금메달 2개, 은메달 1개, 동메달 1개를 획득했다.